# Рассказовка (деревня)
Расска́зовка — деревня в Новомосковском административном округе Москвы (до 1 июля 2012 года была в составе Ленинского района Московской области). Входит в состав района Внуково. Граничит с северо-востока с районом Ново-Переделкино города Москвы.

## Характеристика
Деревня застроена невысокими 1-2-этажными домами, а также коттеджами.
Раньше через Рассказовку проходило Боровское шоссе, но в 2014 году построили новую магистраль вдоль северной окраины деревни. Трасса, соединяющая город Московский (Киевское шоссе) и деревню Рассказовка (Боровское шоссе), модернизирована из двухполосной загородной дороги в четырёхполосную современную городскую магистраль.
В нескольких километрах к юго-западу находится район Внуково с аэропортом, к западу деревня и посёлок Толстопальцево, к югу — город Московский.

## Население
| 1852 | 1859 | 1890 | 1899 | 1926 | 2002 | 2006 | 2010 |
| ---- | ---- | ---- | ---- | ---- | ---- | ---- | ---- |
| 321  | ↘305 | ↘229 | ↗276 | ↗337 | ↘324 | ↘321 | ↗408 |

Согласно Всероссийской переписи, в 2002 году в деревне проживало 324 человека (137 мужчин и 187 женщин). По данным на 2005 год в деревне проживал 321 человек.

## История
В середине XIX века село Федосьино относилось к 1-му стану Звенигородского уезда Московской губернии, в селе было 55 дворов, церковь, крестьян 151 душа мужского пола и 170 душ женского.
В «Списке населённых мест» 1862 года Федосьино и Федосьинские выселки (Расказовка) — казённое село 1-го стана Звенигородского уезда по Ново-Калужскому тракту из Москвы на село Нара Верейского уезда, в 33 верстах от уездного города и 20 верстах от становой квартиры, при колодце, с 53 дворами, православной церковью и 305 жителями (155 мужчин, 150 женщин).
По данным на 1890 год — село Перхушковской волости Звенигородского уезда с 229 жителями.
В 1913 году — 43 двора, казённая винная лавка, пивная лавка и трактир.
По материалам Всесоюзной переписи населения 1926 года — село Федосьинского сельсовета Козловской волости Московского уезда Московской губернии в 3 км от платформы Переделкино Московско-Киево-Воронежской железной дороги, проживало 337 жителей (171 мужчина, 166 женщин), насчитывалось 75 крестьянских хозяйств.
- 1929—1960 гг. — населённый пункт в составе Кунцевского района Московской области.
- 1960—1963 гг. — в составе Ульяновского района Московской области.
- 1963—1965 гг. — в составе Звенигородского укрупнённого сельского района Московской области.
- 1965—2012 гг. — в составе Ленинского района Московской области[17].

В 2011 году в состав деревни был включён посёлок санатория № 14.
Значительную часть деревни занимает одноименное СНТ.

## Метро
В 2018 году в деревне открылась одноимённая станция метро. На поверхности, рядом со станцией, построен крупнейший транспортно-пересадочный узел, который соединил станцию метро с веткой железной дороги киевского направления. Проект планировки транспортно-пересадочного узла «Рассказовка» утверждён властями столицы в июле 2016 года. Строительство станции и ТПУ ведёт строительная компания ИБТ.

## Парки и общественные пространства
В 2017 году в деревне появился парк «Рассказовка». Его комплексно благоустроили по программе «Мой район». На территории парка была проложена дорожно-тропиночная сеть (12 тыс. м².) и велодорожки (2180 м².), установлены малые архитектурные формы, оборудованы детские и спортивные площадки, скамейки и урны. На входах в парк расположили входные группы, представляющие собой П-образные арки с портретами писателей Бориса Пастернака (со стороны гипермаркета «Зельгрос») и Анны Ахматовой (со стороны одноимённой улицы в микрорайоне Переделкино Ближнее) — здесь же обустроили пандус для маломобильных групп населения. В парке обустроили 2 детские площадки — 271 м². и 150 м². Также в парке обустроили 2 спортивные площадки — 70 м². и 92 м². Помимо рекреационной, парк выполняет транспортную функцию и обеспечивает жителям микрорайона Солнцево-Парк пешую доступность к станции метро «Рассказовка».